# Jonathan Opazo Carrasco
Jonathan Opazo Carrasco (Lampa, 18 de septiembre de 1989) es un político independiente y actual alcalde de la comuna de Lampa.

## Biografía
Nacido el 18 de septiembre de 1989, Jonathan proviene de una familia de Lampa. Su educación primaria la realizó en la Escuela Manuel Segovia Montenegro de la comuna.[cita requerida] Posteriormente, cursó su educación media en el Centro Educativo Salesianos Alameda y, en el año 2008, inició un proceso vocacional hacia el sacerdocio en el Seminario Pontificio Mayor de Santiago, donde estudió filosofía hasta el año 2011.[cita requerida]
En 2021 inició su mandato como alcalde tras obtener el 35,7% de los votos del padrón electoral de la comuna.

## Carrera política
En el ámbito político, Opazo se lanzó como candidato a alcalde de Lampa en 2020, siendo electo para el período 2021-2024 con el 35,17% del padrón electoral. Es el alcalde más joven de la comuna y el primero en ser independiente sin pacto político.
Durante su mandato, Opazo ha destacado por su preocupación por el medio ambiente, promoviendo el reciclaje y protegiendo el Humedal de Batuco. Además, ha trabajado en la recuperación de escuelas públicas, el fortalecimiento de liderazgos comunitarios, la defensa de los derechos de la niñez y la búsqueda de la construcción del próximo hospital en la Provincia de Chacabuco. Asimismo, ha impulsado la conectividad de la comuna con la llegada del Tren Santiago - Batuco.

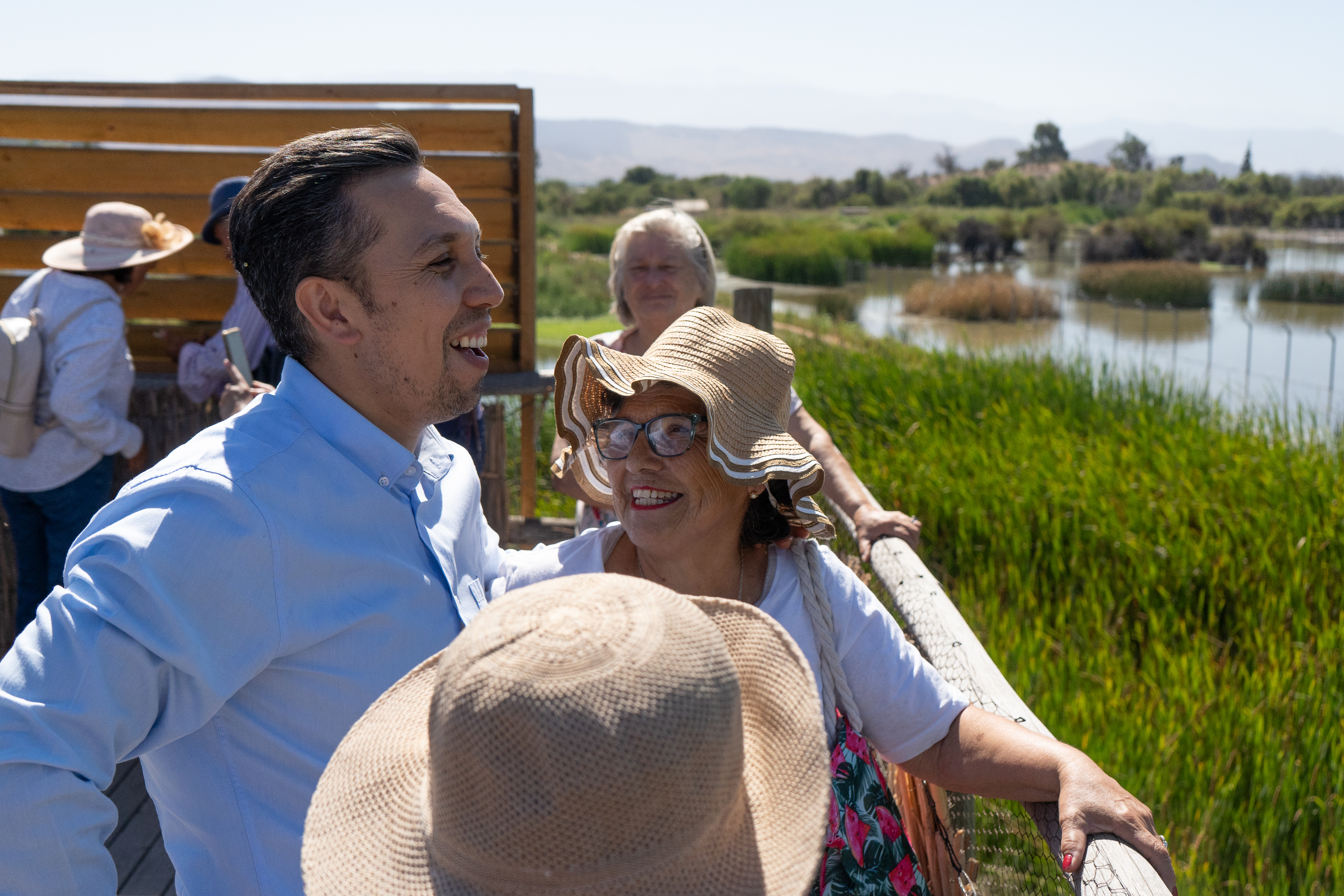
Opazo junto a personas mayores de la comuna visitando el Humedal de Batuco

Dentro de sus principales gestiones, se encuentra la primera estrategia de reciclaje comunal, que gracias al reciclaje domiciliario, para febrero de 2024 cubría el 100% del sector urbano de la comuna, permitiendo reciclar más de 60 toneladas por mes. Además, se realizó la compra del Humedal de Batuco, el más importante de la Región Metropolitana, para la creación de un centro de investigación y preservación del ecosistema.
Asimismo, durante su gestión se creó el primer centro TEA de la Zona Norte de la Región Metropolitana, la Sala Neurodiversa Siete Colores. Además, se adquirió una nueva flota de vehículos municipales, pasando de 2 a 17 camionetas de seguridad, y se aumentó significativamente el número de cámaras de seguridad en la central de monitoreo, pasando de 8 a 73. También siguiendo los pasos de la comuna de Puente Alto, logro la adquisición de un mamografo movil, para agilizar las listas de espera y accesos a zonas más rurales.
Además, se llevó a cabo la declaratoria del Humedal Urbano de Batuco, como parte de los esfuerzos continuos por su protección y conservación.

## Historial electoral

### Elecciones municipales de 2021
- Elecciones municipales de 2021, para la alcaldía de Lampa[3]